# Herrenhaus Edenkoben
Das Herrenhaus Edenkoben – alternativ Hollersche Mühle genannt – ist ein privates Künstlerhaus. Es steht unter Denkmalschutz.

## Lage
Die Anlage befindet sich im Westen der Stadt Edenkoben innerhalb der Klosterstraße, die mit der Kreisstraße 6 identisch ist und ist Teil der Denkmalzone Mühlbach; letzterer bildet eine Ableitung des Triefenbachs.

## Bauwerk
Bei der ehemaligen Mühle handelt es sich um eine große Hofanlage aus dem 18. und 19. Jahrhundert. Das barocke Herrenhaus hat ein abgewalmtes Mansarddach, das um 1750 entstand und vom Architekten Friedrich Joachim Stengel entworfen wurde. Hinzu kommt ein spätklassizistischer Zwerchgiebel, der um 1880 entstand.

## Geschichte
Die Mühle entstand 1734 durch Johann Henrich I. Gienandt. Während der zweiten Hälfte des 19. Jahrhunderts wurde sie an Georg Holler verkauft, daher der Name „Hollersche Mühle“. Von der Mühlenanlage existieren – vom Herrenhaus abgesehen – lediglich wenige Überreste. Von 1987 und 1997 war das Künstlerhaus Edenkoben im Gebäude untergebracht, ehe letzteres aufgrund von Differenzen mit dem Gebäudeeigentümer auszog. Seither finden im Herrenhaus Veranstaltungen zu Kunst, Literatur und Musik statt.